# Marco Giungi
Marco Giungi (Espoo, 30 ottobre 1974) è un ex marciatore italiano.

## Biografia
È stato nove volte campione italiano in tre differenti distanze della marcia.
Nel 1997 arrivò ventitreesimo nella 20 km di marcia ai mondiali di Atene; quattro anni dopo, nel 2001, conquistò l'ottavo posto nella 50 km di marcia ai mondiali di Edmonton. Prese parte anche agli europei del 2002 a Monaco di Baviera, ma non completò la gara dei 50 km. Fu invece squalificato a Parigi ai mondiali del 2003, sempre nella 50 km.
Nel 2004 partecipò ai Giochi olimpici di Atene 2004 posizionandosi al tredicesimo posto nella 20 km di marcia.

## Palmarès
| Anno | Manifestazione  | Sede              | Evento       | Risultato | Prestazione | Note                                     |
| ---- | --------------- | ----------------- | ------------ | --------- | ----------- | ---------------------------------------- |
| 1997 | Mondiali        | Atene             | Marcia 20 km | 23º       | 1h26'23"    |                                          |
| 2001 | Mondiali        | Edmonton          | Marcia 50 km | 8º        | 3h51'09"    | Miglior prestazione personale stagionale |
| 2002 | Europei         | Monaco di Baviera | Marcia 50 km | dnf       | dnf         |                                          |
| 2003 | Mondiali        | Parigi            | Marcia 50 km | dq        | dq          |                                          |
| 2004 | Giochi olimpici | Atene             | Marcia 20 km | 13º       | 1h23'30"    |                                          |

## Campionati nazionali
- 1 volta campione italiano assoluto nella marcia 10 000 metri (2000)
- 3 volte campione italiano assoluto nella marcia 20 km (1998, 2000 e 2002)
- 5 volte campione italiano assoluto nella marcia 50 km (1999, 2001, 2002, 2003 e 2004)

1998
- Oro ai campionati italiani assoluti di atletica leggera, 20 km marcia - 1h24'33"0
- Oro ai campionati italiani assoluti di atletica leggera, 20 km marcia - 1h24'33"0

1999
- Oro ai campionati italiani assoluti di atletica leggera, 50 km marcia - 3h50'18"

2000
- Oro ai campionati italiani assoluti di atletica leggera, 10 000 metri marcia - 39'35"87
- Oro ai campionati italiani assoluti di atletica leggera, 20 km marcia - 1h24'30"0

2001
- Oro ai campionati italiani assoluti di atletica leggera, 50 km marcia - 3h54'16"

2002
- Oro ai campionati italiani assoluti di atletica leggera, 20 km marcia - 1h19'49"0
- Oro ai campionati italiani assoluti di atletica leggera, 50 km - 3h45'55"

2003
- Oro ai campionati italiani assoluti di atletica leggera, 50 km marcia - 3h59'20"

2004
- Oro ai campionati italiani assoluti di atletica leggera, 50 km marcia - 3h50'05"

## Altre competizioni internazionali
2002
- 15º alla Coppa del mondo di marcia ( Torino), marcia 20 km - 1h25'42"

2004
- 16º alla Coppa del mondo di marcia ( Naumburg), marcia 20 km - 1h21'43"